# Athanase Jean Léger Jourdan
Pour les articles homonymes, voir Jourdan.
Athanase Jean Léger Jourdan, né le 29 juin 1791 à Saint-Aubin-des-Chaumes et mort le 27 août 1826 à Deal, près de Douvres, est un homme de droit français.

## Biographie
Il est le plus jeune fils de l'homme politique Jean-Baptiste Jourdan. Sa formation juridique se fait à Paris où il accède au titre d'avocat avant d'obtenir son doctorat le 30 août 1813.
Avocat à la Cour royale de Paris, Jourdan est un des fondateurs du journal de jurisprudence La Thémis au début de la Restauration, paraissant entre 1819 à 1830.
En 1820, il est envoyé en Angleterre par le Garde des Sceaux Hercule de Serre pour y étudier les institutions judiciaires de ce pays. Il meurt avant de mettre en forme ses observations.
Il est désigné membre de la commission chargée d'un projet d'organisation judiciaire pour les colonies françaises et, en 1826, envoyé à nouveau en Angleterre pour étudier leur législation coloniale. De santé fragile, il veut rentrer en France mais meurt sur le trajet de retour à Deal, près de Douvres.

## Écrits
Le seul ouvrage complet de Jourdan est Relation du concours ouvert à la faculté de droit de Paris pour la chaire de droit romain.
D'autres ouvrages ont été écrits avec d'autres juristes comme Recueil général des lois françaises avec Isambert et Decrusy ou Juris civilis ecloga avec Blondeau et Du Caurroy.
Il publie aussi des réimpressions d'auteurs anciens latins comme Fragmentas juris romani vaticana de Maï ou Tabulœ chronologicœ de Haubold sans compter les articles publiés dans son journal de jurisprudence La Thémis.